# Werner Belmont
Werner Belmont (* 12. März 1915 in Cham; † 27. September 2011 in Bern; heimatberechtigt in Basel und Schwyz) war ein Schweizer Werbetexter, Jurist, Schauspieler, Pantomime und Maler. Er war von 1954 bis 1978 der stilprägende Werber der Schweizerischen Bundesbahnen (SBB) und gestaltete in dieser Rolle das öffentliche Bild des Unternehmens massgeblich mit.

## Leben
Belmont, 1915 in Cham geboren, war zunächst als Doktor der Rechtswissenschaft bei Gerichten und Staatsanwaltschaften tätig, bevor er eine Laufbahn als Theaterautor, Regisseur und Schauspieler einschlug und Mitglied des Cabaret Cornichon war. 1954 stiess er unter Oskar Kihm zum «Publizitätsdienst» der SBB, dessen Chef er ab 1974 war.
Belmonts Aufgabe als Werbeberater, Creative Director und Werbetexter in einer Person war, den SBB ein sympathisches Gesicht zu geben, was ihm nachhaltig gelang. Der von ihm geprägte Slogan «Der Kluge reist im Zuge» gehört immer noch zum gängigen Schweizer Sprachgut und prangte lange als Leuchtschrift über dem Basler Bahnhofseingang. Auch seine anderen (dem Geschmack der Zeit gemäss oft in Reimform verfassten) Werbebotschaften zeichneten sich durch einen eingängigen Wortwitz aus. Dazu gehören z. B. «Gute Idee – SBB», «Eis und Schnee – SBB», «Wohlbehagen im Speisewagen», «Die Rast in der Hast» oder «Ein hohes Alter beginnt am Billettschalter». Belmonts Slogans wurden durch führende Grafiker wie Herbert Leupin und Donald Brun in Plakate umgesetzt, von denen viele als «beste Plakate des Jahres» ausgezeichnet wurden.
Seine Auffassung über die Werbung eines Staatsunternehmens formulierte Belmont wie folgt:
Werner Belmont starb im Alter von 96 Jahren am 27. September 2011 in Bern. Sein Nachlass befindet sich in der Burgerbibliothek Bern.

## Werke
- Werner Belmont: Bürokratia dell’arte: satirische Bilder und Texte. Scherz, Bern/München/Wien 1996, ISBN 3-502-12050-1.
- Jacques Carelman, Werner Belmont (Übersetzung): Katalog erstaunlicher Dingelinge (Originaltitel: Catalogue des objets introuvables). Benteli, Bern / Bärmeier & Nikel, Frankfurt am Main 1970. Volk und Welt, Berlin 1987, ISBN 3-353-00039-9.